# Ostroh (Poustka)
Ostroh (německy Seeberg) je malá vesnice, část obce Poustka v okrese Cheb v Karlovarském kraji. Nachází se asi 1,5 kilometru jihozápadně od Poustky. Je zde evidováno 50 adres. V roce 2011 zde trvale žilo 55 obyvatel.
Ostroh je také název katastrálního území o rozloze 3,41 km².

## Historie
První písemná zmínka o vesnici pochází z roku 1349.

## Obyvatelstvo
Při sčítání lidu v roce 1921 zde žilo 398 obyvatel, z nichž bylo pět Čechoslováků, 385 obyvatel německé národnosti a osm cizozemců. Všichni obyvatelé se hlásili k římskokatolické církvi.
| Rok            | 1869 | 1880 | 1890 | 1900 | 1910 | 1921 | 1930 | 1950 | 1961 | 1970 | 1980 | 1991 | 2001 | 2011 | 2021 |
| -------------- | ---- | ---- | ---- | ---- | ---- | ---- | ---- | ---- | ---- | ---- | ---- | ---- | ---- | ---- | ---- |
| Počet obyvatel | 551  | 563  | 527  | 487  | 465  | 398  | 400  | 93   | 68   | 70   | 36   | 26   | 32   | 55   | 80   |
| Počet domů     | 60   | 72   | 72   | 68   | 68   | 67   | 68   | 45   | -    | 14   | 11   | 24   | 11   | 19   | 24   |

## Obecní správa
Při sčítání lidu v letech 1850–1959 Ostroh byl samostatnou obcí v okrese Cheb. V letech 1960–1975 byl částí obce Poustka v okrese Cheb. Od 1. ledna 1976 do 31. prosince 1991 byl částí města Františkovy Lázně v okrese Cheb. Od 1. ledna 1992 je opět částí obce Poustka v okrese Cheb. V letech 1850–1923 k obci patřil Vlastislav.

## Pamětihodnosti
- hrad Seeberg
- kostel svatého Wolfganga
- kaplička
- památník první světové války